# Sorpesee (Schiff)
Die Sorpesee ist ein 2005 gebautes Fahrgastschiff auf dem Sorpesee und wird als Tagesausflugsschiff im Linienverkehr und für Themenfahrten eingesetzt. Das Schiff wird von der Personenschifffahrt Sorpesee betrieben und ersetzte die bis dahin hierfür verwendete Möwe. Es ist zugelassen für maximal 300 Personen. Benannt wurde das Schiff nach dem Stausee im Hochsauerlandkreis in Nordrhein-Westfalen, auf dem es in Fahrt ist. Das Unternehmen nutzt zwei Anleger am See in Sundern, die Anlegestelle Sorpedamm und die Anlegestelle Amecke. Beide Anleger ermöglichen einen barrierefreien Zugang zum und auf das Schiff.

## Geschichte
Das Schiff wurde unter der Baunummer 170 im Jahr 2005 an der Lux-Werft in Mondorf am Rhein gebaut. Den ersten Teil der Reise legte das 120 Tonnen schwere Fahrgastschiff von der Lux-Werft auf eigenem Kiel bis in den Hafen von Emmerich am Rhein zurück. Ab hier musste der Weitertransport zum Sorpesee auf die Straße verlegt werden. 180 Kilometer Strecke über Land galt es zurück zu legen. Aufgrund der Höhe von über 5 Metern blieb dem Transportteam nichts anderes übrig, als das Schiff in zwei Teilen zu befördern. Das Oberdeck wurde wie vorgesehen vom Schiff getrennt und auf einem ausziehbaren Sattelauflieger transportiert. In einem Tandemhub wurde dann der etwa 100 Tonnen schwere Schiffskasko auf die dafür bereitgestellte 13-achsige Schwerlastkombination verladen. Aufgrund der Breite und dem Gewicht kam vorne eine 2 × 4-achsige Schwerlastkombination, parallel nebeneinander gekuppelt, zum Einsatz. Nach einer Nachtfahrt erreichte der Transport dann sein Ziel am Stausee. Am Sorpesee wurden die zwei Teile des Fahrgastschiffes abgesetzt, das Oberdeck wurde wieder aufgebaut und das Schiff bis auf das Mobiliar komplettiert und gewassert.

## Das Schiff
Das Schiff ist 36,00 Meter lang und 7,60 Meter breit. Der Tiefgang beträgt im Mittel 90 Zentimeter. Angetrieben wird die Sorpesee von einem 182-kW-Dieselmotor der Deutz AG über ein Schottel-Ruderpropeller. Zur Energieversorgung steht ein Stromaggregat von Deutz mit 77 kW zur Verfügung.
Das Schiff ist zugelassen für 300 Fahrgäste. Es besitzt zum Ein- und Ausstieg der Fahrgäste eine barrierefreie Bugrampe.